# 鍛治直人
鍛治 直人（かじ なおと、1973年1月24日 - ）は、日本の俳優である。文学座所属。兵庫県芦屋市出身。
報徳学園高等学校、早稲田大学社会科学部卒業。高校・大学ではラグビー部に所属していた。1997年文学座研究所に入所し、2002年より団員。2009年より文化庁新進芸術家派遣制度にて1年間ロンドンに留学。

## 出演

### 舞台
2000年
- 初舞台『心破れて』(文学座アトリエ公演)
- 『峠の雲』(文学座本公演）三越劇場
- 『HAKUGEI』(牙の会)恵比寿エコー劇場
- 『ザ・カスタム・オブ・カントリー/女達への償い』(ライミング)TOKYO FMホール

2001年
- 『ペンテコスト』(アトリエ)
- 『冬物語』(幹の会）紀伊國屋サザンシアター

2002年
- 『ロベルト・ズッコ』(アトリエ)
- 『W；t　ウィット』パルコ劇場

2003年
- 『ドン・ジュアン』(本公演)世田谷パブリックシアター
- 『Hamlet』(ホリプロ)世田谷パブリックシアター
- 『リチャード三世』(ホリプロ)日生劇場

2004年
- 『お気に召すまま』(ホリプロ)彩の国さいたま芸術劇場
- 『あかね空』(松竹)新橋演舞場)

2005年
- 『幻に心もそぞろ狂おしのわれら将門』(Bunkamura)シアターコクーン
- 『キスへのプレリュード』(ホリプロ)ル テアトル銀座

2006年
- 『信長』(松竹)新橋演舞場
- 『チェンジングルーム』(文学座＋青年団)こまばアゴラ劇場
- 『あわれ彼女は娼婦』(Bunkamura)シアターコクーン
- 『シラノ・ド・ベルジュラック』(本公演)THEATRE1010

2007年
- 『コリオレイナス』(ホリプロ)彩の国さいたま芸術劇場、英国公演
- 『カリギュラ』(Bunkamura)シアターコクーン

2008年
- 『肝っ玉おっ母とその子どもたち』(THEATRE1010)
- 『黒蜥蜴』(パルコ)ル テアトル銀座
- 『おーい幾多郎』吉祥寺シアター

2009年
- 『風が強く吹いている』(アトリエダンカン）ル　テアトル銀座
- 『黒革の手帖』明治座

2011年
- 『美しきものの伝説』（本公演）紀伊國屋サザンシアター
- 『tatsuya 最愛なる者の側へ』（H.H.G）サイスタジオコモネAスタジオ
- 『ポルノグラフィ』（日本劇団協議会）恵比寿・エコー劇場

2012年
- 『種をまく人』八尾市文化会館プリズム小ホール
- 『黒蜥蜴』明治座
- 『花咲くチェリー』（本公演）地方巡演
- 坂東玉三郎特別公演『日本橋』(松竹)日生劇場

2013年
- 『セールスマンの死』（本公演）あうるすぽっと
- 『猿後家』（日本劇団協議会）エコー劇場

2017年
- 『グリーンマイル』 （2017年9月30日 - 10月22日、東京グローブ座 / 11月4日 - 11月8日、京都劇場）

2019年
- 『ポーの一族』

2024年
- 舞台『鋼の錬金術師』-それぞれの戦場-（2024年6月8日 - 16日、日本青年館ホール / 6月29日 - 30日、SkyシアターMBS） - ヴァン・ホーエンハイム 役[2]
- 『夏の夜の夢』（2024年12月10日  - 16日、彩の国さいたま芸術劇場 大ホール） - オーベロン / シーシュース 役[3]

2025年
- 幻想水滸伝-門の紋章戦争篇-（2025年12月〈予定〉、シアターH / 12月〈予定〉、京都劇場） - バルバロッサ・ルーグナ 役[4]

### テレビドラマ
- 女の橋
- 旅行作家・茶屋次郎 長良川殺人事件
- 屋形船の女2
- 臨場3
- 東京駅お忘れ物預り所 大井川鉄道SL“かわね路"2分間の空白!!
- 監察医・篠宮葉月 死体は語る14
- キミに最後の別れを～永遠なれ ラグビーの青春～(NHK BSプレミアム)

### 映画
- 仮面ライダー×仮面ライダー 鎧武&ウィザード 天下分け目の戦国MOVIE大合戦
- シン・ウルトラマン[5]

### 劇場版アニメ
- ゲド戦記
- 千と千尋の神隠し
- ハウルの動く城

### 吹き替え
- JSA

### ラジオドラマ
- FMシアター（NHK-FM）
  - 蘭学遺言状（2013年4月20日）
  - ブルームーンの向こう側（2016年10月15日）
  - とどけ、風の如く（2020年6月27日）
  - キャンバスの彼女（2024年9月7日）
- 青春アドベンチャー（NHK-FM）
  - 月下花伝　時の橋を駆けて（2017年1月8日 - 12日）
  - きりしたん算用記（2017年5月8日 - 12日）
  - 紺碧のアルカディア（2019年10月21日 - 11月1日）
  - ヨコハマ・ジャスミンホテル（2021年5月10日 - 21日）
  - 黒い瞳のボヘミアン（2022年6月20日 - 7月1日）
  - ウィル（2023年5月8日 - 19日）
  - 逆光のシチリア（2024年5月27日 - 6月7日）
  - 海の綺士団 -Umi no kishidan-（2025年4月7日 - 25日） - ソコルル宰相 役[6]